# Сала (архитектура)
Сала (тайск. ศาลา), (кхмер. សាលា), она же sala Thai, используется как место для встреч, защищенное от солнца и дождя. Чаще всего они открыты со всех сторон. В основном встречаются в Таиланде, в непосредственной близости от буддийских храмов или ватов, но могут находиться и в других местах. Человек, построивший салу в храме или общественном месте, повышает свою религиозную заслугу. В Таиланде салы используются для разных целей и имеют, соответственно, разные названия.

## Виды
- Салават — сала, расположенная в буддийском храме.
- Сала кан париан — сала, расположенная в храме особенно крупного размера, где миряне слушают проповеди и получают религиозные наставления. В Камбодже так называют школы.
- Сала асаи — павильоны, часто встречающиеся в сельской местности и служащие для отдыха и размышлений путешественникам и прохожим.
- Сала рим тханон — павильон, находящийся неподалёку от дороги и часто служащий автобусной остановкой.
- Сала тханам («водяной павильон») — павильон, стоящий на берегу реки или канала неподалёку от пристани.